# Island Lake River
Island Lake River är ett vattendrag i Kanada.   Det ligger i provinsen Manitoba, i den sydöstra delen av landet, 1 700 km nordväst om huvudstaden Ottawa.
I omgivningarna runt Island Lake River växer i huvudsak blandskog. Trakten runt Island Lake River är nära nog obefolkad, med mindre än två invånare per kvadratkilometer.